# ドイツ国家民主党 (東ドイツ)

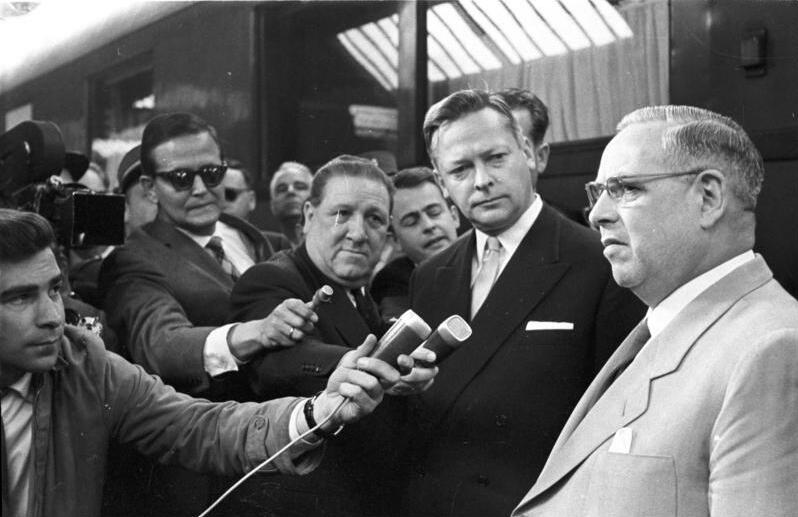
初代NDPD党首のローザー・ボルツ

ドイツ国家民主党（ドイツこっかみんしゅとう、ドイツ語: Nationaldemokratische Partei Deutschlands, NDPD）は、ドイツ民主共和国（東ドイツ））に存在した政党。ドイツ社会主義統一党（SED、実質的な共産党）傘下のヘゲモニー政党制における衛星政党だった。
1948年8月16日にソ連占領区域で、元ナチス党員やドイツ国防軍の軍人出身者を結集した中産階級の政党として、ソ連軍とSEDの影響下で結成。結成の目的はナショナリズム的で自由主義的な要素（国民自由主義）を共産主義（マルクス・レーニン主義）の下に組み込みドイツ自由民主党（LDPD）に対抗させることで、事実上は最初からSEDの衛星政党としてのスタートだった。
1949年に東ドイツが建国され人民民主主義体制が確立されると、人民議会の500議席中52議席を割り当てられ、形式的な勢力を保持した。しかしLDPDよりさらに当局に従順な政党で、社会主義統一党の施策に反対することはまったくなかった。
1989年のベルリンの壁崩壊の後に独自の動きを始めたが、東ドイツ最初で最後の自由選挙となった1990年3月18日の人民議会選挙では党としての独自の基盤が非常に乏しかったこともあり、旧衛星政党の中でも最下位である得票率0.4％、2議席という獲得に終わった。そのため、程なくしてドイツ自由民主党が中心となっていた自由民主同盟（Bund Freier Demokraten, BFD）に合流することを通じて同年中に西ドイツの自由民主党に吸収された。